# Herman (album)
Herman is het tweede album van de Vlaamse hiphopgroep 't Hof van Commerce.

## Tracklist
1. Kemmelberg
2. Bus Ommegangk
3. Mag Et Ntwa Mjir Zin
4. Le Mental En Metal
5. Kust Noa Kust Noa Kust
6. Situoatie 666
7. Gele Stylo
8. De Zeune Van Nboas
9. De Doagn Van Plezier
10. Nostalgie Wereldbeker
11. De Zommer Van 98
12. Bol
13. Alphonse En De Bjistjes
14. Ze Woare Der Nog Nie Grji Voarn
15. Ik E De Zunne
16. De Boane Noa De Zunne